# Alice Leigh-Smith
Alice Leigh-Smith (née Prebil le 11 septembre 1907 et morte en 1987) est une physicienne nucléaire d'origine croate. Elle est surtout connue pour avoir été la première femme de l'histoire du Royaume-Uni à recevoir un doctorat en physique nucléaire.  On se souvient également d'elle pour ses travaux pionniers dans la recherche sur le cancer et pour ses tentatives de découvertes de l'élément 85 (l'astate).

## Carrière
En 1932, à l'âge de 25 ans, Prebil commence à travailler à l'institut du radium à Paris, sous la tutelle de Marie Curie. Trois ans plus tard, en 1935, elle devient la première femme à recevoir le diplôme de docteur ès physique nucléaire en Grande Bretagne. Elle a soutenu sa thèse de doctorat à Londres, mais on ignore quelle université lui a remis le diplôme.
Alice Leigh-Smith travaille sur l'usage de substances radioactives comme traitement contre le cancer. À part de 1936, elle mène ses recherches dans le cadre de la campagne de l'empire britannique contre le cancer. De 1938 à 1940, elle poursuit ses recherches à l'université de Bern, en Suisse,. En janvier 1943, des résultats anticipés de ses études sur le traitement du cancer par des substances radioactives sont publiés dans le London Times, néanmoins on ne trouve pas trace de nos jours des résultats finaux.
En 1942, Leigh-Smith et un chimiste suisse, Walter Minder, annoncent conjointement la découverte de l'élément 85 (aujourd'hui l'astate),. Ils proposent le nom anglohelvétium pour ce nouvel élément, en l'honneur de leurs pays respectifs. C'était la deuxième tentative de Minder de découvrir cet élément, mais ce fut un nouvel échec - leurs résultats se révélèrent impossibles à reproduire par la suite,.

## Vie privée
En 1933, à l'âge de 26 ans, elle épouse Philip Leigh-Smith, un diplomate britannique, fils de l'explorateur Benjamin Leigh-Smith,. La comédie qu'il a publiée, "Ladies in Diplomacy", est dite être basée sur les aventures de sa femme, Alice. 
De son mari Philip Leigh-Smith, Alice a eu son unique enfant, Christopher Leigh-Smith, par la suite devenu entrepreneur en Suisse.

## Hommage
L'institut Curie possède actuellement, pour le musée Curie, une partie des archives personnelles d'Alice Leigh-Smith. Elles ne sont accessibles que sur rendez-vous. 